# 新座頭市物語 折れた杖
『新座頭市物語 折れた杖』（しんざとういちものがたりおれたつえ）は、1972年9月2日に東宝が配給した時代劇映画。勝新太郎の代表作、座頭市シリーズの第24作。勝新太郎自身が初めて映画『座頭市シリーズ』の監督を務めた作品。

## 出演
- 勝新太郎 : 座頭市[4]
- 中村賀津雄 : 丑松[4]
- 太地喜和子 : 錦木[4]
- 吉沢京子 : 楓[4]
- 高城丈二 : 神条常盤[4]
- 春川ますみ : お浜[4]
- 青山良彦 : 安房屋徳治郎[4]
- 大滝秀治 : 飯岡助五郎[4]
- 小池朝雄 : 鍵屋万五郎[4]
- 藤岡重慶 : 代貸の猪之吉[4]
- 松山照夫 : 伊八[4]
- 田島和子 : 花里[4]
- 小海秦寛 : 新吉[4]
- 伏見直江 : 老婆[4]
- 森田昌美 : 浪路[4]
- 薮内武司 : 寅吉[4]
- 森章二 : 銀造[4]
- 古川ロック ; 竹造[4]
- 長岡三郎 : 吉兵衛[4]
- 福井隆次 : 甚造[4]
- 浜田雄史 : 仁助[4]

## スタッフ
- 監督 : 勝新太郎
- 脚色 : 犬塚稔
- 音楽 : 村井邦彦
- 製作 : 勝新太郎、西岡弘善
- 企画 : 久保寺生郎
- 撮影 : 森田富士郎
- 編集 : 谷口登司夫
- 美術 : 太田誠一

## ロケ地
- 京丹後[5]
  - 立岩海岸[5]
  - 大成古墳群[5]

## 併映作品
- 『子連れ狼 死に風に向う乳母車』: 三隅研次監督作品